# HTML Application
HTML Application (HTA) — приложение Microsoft Windows, являющееся документом HTML, отображаемым в отдельном окне без элементов интерфейса обозревателя таких как строка меню, строка адреса, панель инструментов («без браузерное приложение») с помощью движка Microsoft Internet Explorer. На HTA не распространяются большинство ограничений безопасности Internet Explorer, в частности на использование небезопасных элементов ActiveX. Например, HTA может создавать, изменять, удалять файлы и записи системного реестра Windows. Возможность создания HTA появилась с выпуском Microsoft Internet Explorer 5.0.
Так как HTA поддерживают исполнение сценариев, они могут являться носителем вредоносного кода.

## Запуск HTA
Для запуска HTA предназначена программа mshta.exe, в свою очередь использующая недокументированную функцию RunHTMLApplication из библиотеки mshtml.dll. Так как обычно в системных настройках mshta.exe сопоставлена расширению .hta, то для того, чтобы файл с документом HTML открывался как HTA, достаточно сохранить его с этим расширением.

## Настройка поведения и внешнего вида окна HTA
Для настройки поведения и внешнего вида окна HTA введён нестандартный элемент разметки HTA:APPLICATION, который может быть расположен в разделе HEAD документа. Также для фреймов в HTA введён атрибут APPLICATION для задания того, распространяются ли на документ загруженный во фрейм права HTA или (по умолчанию) настройки безопасности Internet Explorer.

### Атрибуты элементаHTA:APPLICATIONи свойства связанного с ним объектаDOM
| Параметр        | Обозначение                                                                                               | Значение(я)                             |
| --------------- | --- | --------------------------------------- |
| applicationName | идентификатор исполнения HTA-документа                                                                    | /* name */                              |
| border          | вид обрамления окна                                                                                       | thin, dialog, none, thick               |
| borderStyle     | стиль обрамления окна                                                                                     | complex, normal, raised, static, sunken |
| caption         | наличие заголовка окна                                                                                    | yes/no                                  |
| commandLine     | командная строка, с которой было запущено приложение: путь к приложению и его аргументы (только свойство) |                                         |
| icon            | значок окна, в формате ICO (32x32)                                                                        | /* path */                              |
| maximizeButton  | наличие кнопки «восстановить»                                                                             | yes/no                                  |
| minimizeButton  | наличие кнопки «свернуть»                                                                                 | yes/no                                  |
| showInTaskbar   | отображение документа в панели задач Windows                                                              | yes/no                                  |
| windowState     | исходный размер окна                                                                                      | normal, minimize, и maximize            |
| innerBorder     | внутренняя граница окна                                                                                   | yes/no                                  |
| navigable       | определяет открытие ссылки в новом окне или родительском                                                  | yes/no                                  |
| scroll          | наличие полосы прокрутки                                                                                  | yes/no                                  |
| scrollFlat      | 3D-вид полосы прокрутки                                                                                   | yes/no                                  |
| singleInstance  | невозможность открытия других окон с тем же значением applicationName                                     | yes/no                                  |
| sysMenu         | наличие системного меню и кнопок управления окном в заголовке окна                                        | yes/no                                  |
| contextMenu     | контекстное меню, вызываемое правой кнопкой мыши                                                          | yes/no                                  |
| selection       | разрешение выделения текста в HTA-окне                                                                    | yes/no                                  |
| version         | версия HTA                                                                                                | /* version */                           |

## Примеры HTA

### Простой статичный пример HTA
Приложение отображает статичное содержимое с установленными графическими атрибутами окна.
```
<
html
>

 
<
head
>

  
<
HTA:APPLICATION
 
ID
=
"oHTA"

   
APPLICATIONNAME
=
"WMPTour"

   
BORDER
=
"thin"

   
BORDERSTYLE
=
"normal"

   
CAPTION
=
"no"

   
maximizeButton
=
"no"

   
minimizeButton
=
"no"

   
ICON
=
"img/wmptour.ico"

   
SHOWINTASKBAR
=
"no"

   
SINGLEINSTANCE
=
"yes"

   
SYSMENU
=
"yes"

   
VERSION
=
"1.0"

   
WINDOWSTATE
=
"maximize"

  
/>

  
<
meta
 
charset
=
"utf-8"
>

 
</
head
>

 
<
body
>

  
<
p
>
Текст страницы HTA-документа. Для выхода нажмите «Alt»+«F4»!
</
p
>

 
</
body
>

</
html
>

```

### Классический пример «Hello world!»
Пример классической программы, выводящей приветствие при нажатии на кнопку.
```
<
html
>

 
<
head
>

  
<
title
>
HTA Test
</
title
>

  
<
HTA:APPLICATION
 
   
APPLICATIONNAME
=
"HTA Test"

   
SCROLL
=
"yes"

   
SINGLEINSTANCE
=
"yes"

   
WINDOWSTATE
=
"maximize"

  
/>

 
</
head
>

 
<
body
>

  
<
script
 
type
=
"text/VBScript"
 
language
=
"VBScript"
>

   
Sub
 
TestSub

    
Msgbox
 
"Hello, world!!!"

   
End
 
Sub

  
</
script
>

  
<
input
 
type
=
"button"
 
value
=
"Run Script"
 
name
=
"run_button"
  
onClick
=
"TestSub()"
>

 
</
body
>

</
html
>

```

### Пример взаимодействия с ОС Windows
Приложение отображает название и версию операционной системы.
```
<
html
>

 
<
head
>

  
<
title
>
Operating System Version
</
title
>

  
<
HTA:APPLICATION
 
   
APPLICATIONNAME
=
"Operating System Version"

   
SCROLL
=
"yes"

   
SINGLEINSTANCE
=
"yes"

  
/>

 
</
head
>

 
<
body
 
style
=
"font:14 pt arial; color:white; filter:progid:DXImageTransform.Microsoft.Gradient (GradientType=1, StartColorStr='#000000', EndColorStr='#0000FF')"
>

  
<
script
 
type
=
"text/VBScript"
 
language
=
"VBScript"
>

   
Sub
 
GetOSVersion

    
strComputer
 
=
 
"."

    
Set
 
objWMIService
 
=
 
GetObject
(
"winmgmts:\\"
 
&
 
strComputer
 
&
 
"\root\cimv2"
)

    
Set
 
colOperatingSystems
 
=
 
objWMIService
.
ExecQuery
 
(
"Select * from Win32_OperatingSystem"
)

    
For
 
Each
 
objOperatingSystem
 
in
 
colOperatingSystems

     
Msgbox
 
objOperatingSystem
.
Caption
 
&
 
" "
 
&
 
objOperatingSystem
.
Version

    
Next

   
End
 
Sub

  
</
script
>

  
<
p
>
Нажми на кнопку - получишь результат!
</
p
>

  
<
input
 
type
=
"button"
 
value
=
"Operating System"
 
name
=
"run_button"
  
onClick
=
"GetOSVersion()"
>

 
</
body
>

</
html
>

```